# Кузлитмаш
ОАО «Кузлитмаш» (бел. ААТ «Кавліцмаш») – белорусское предприятие по производству литейного и кузнечно-прессового оборудования для промышленных предприятий, расположенное в городе Пинске Брестской области.

## История
«Кузлитмаш» (первоначальное название – Пинское производственное объединение по производству кузнечно-прессовых и литейных автоматических линий) основан в 1985 году путём объединения двух заводов, расположенных в Пинске – завода литейного оборудования, основанного в 1974 году, и завода кузнечно-прессовых автоматических линий, основанного в 1980 году. Также в состав объединения вошли Пинское специальное конструкторское бюро литейного оборудования (СКБ ЛО) и Плотницкий завод литейного оборудования. Входило в состав Всесоюзного промышленного объединения кузнечно-прессового машиностроения «Союзкузмаш» Министерства станкостроительной и инструментальной промышленности СССР. 1 января 1986 года предприятие преобразовано в Пинский завод кузнечно-прессовых и литейных автоматических линий Научно-производственного объединения по литейному производству (НПО «ВНИИлитмаш») того же министерства, но 4 августа того же году возвращено прежнее название.
В 1990 году началось производство сельскохозяйственных машин, медицинского оборудования, узлов для тракторов, товаров народного потребления. В 1991 году предприятие передано Государственному комитету Республики Беларусь по промышленности и межотраслевым производством. В 1993 году преобразовано в Пинское предприятие «Кузлитмаш», с 1994 года – в составе Министерства промышленности Республики Беларусь. В 1998 году преобразовано в Пинское государственное предприятие «Кузнечного и литейного машиностроения», в 1999 году (по другой информации, в 2000 году) – в Пинское республиканское унитарное машиностроительное предприятие «Кузлитмаш» (ПРУМП «Кузлитмаш»). В 2010 году ПРУМП «Кузлитмаш» преобразовано в открытое акционерное общество, в 2011 году оно включено в состав производственного объединения «БелАЗ», в 2012 году – в «БелАЗ-холдинг».

## Современное состояние
Предприятие производит кузнечно-прессовое оборудование, технологическое оборудование для литейного производства, запчасти к этому оборудованию, металлоконструкции. 70% продукции поставляется головному предприятию холдинга – Белорусскому автозаводу.
По итогам 2023 года выручка ОАО «Кузлитмаш» составила 76,6 млн руб., чистая прибыль – 5,5 млн руб., долгосрочные обязательства – 8 млн руб.
Среднесписочная численность работников в 2021 году – 621 человек.